# Giovanni Toscani

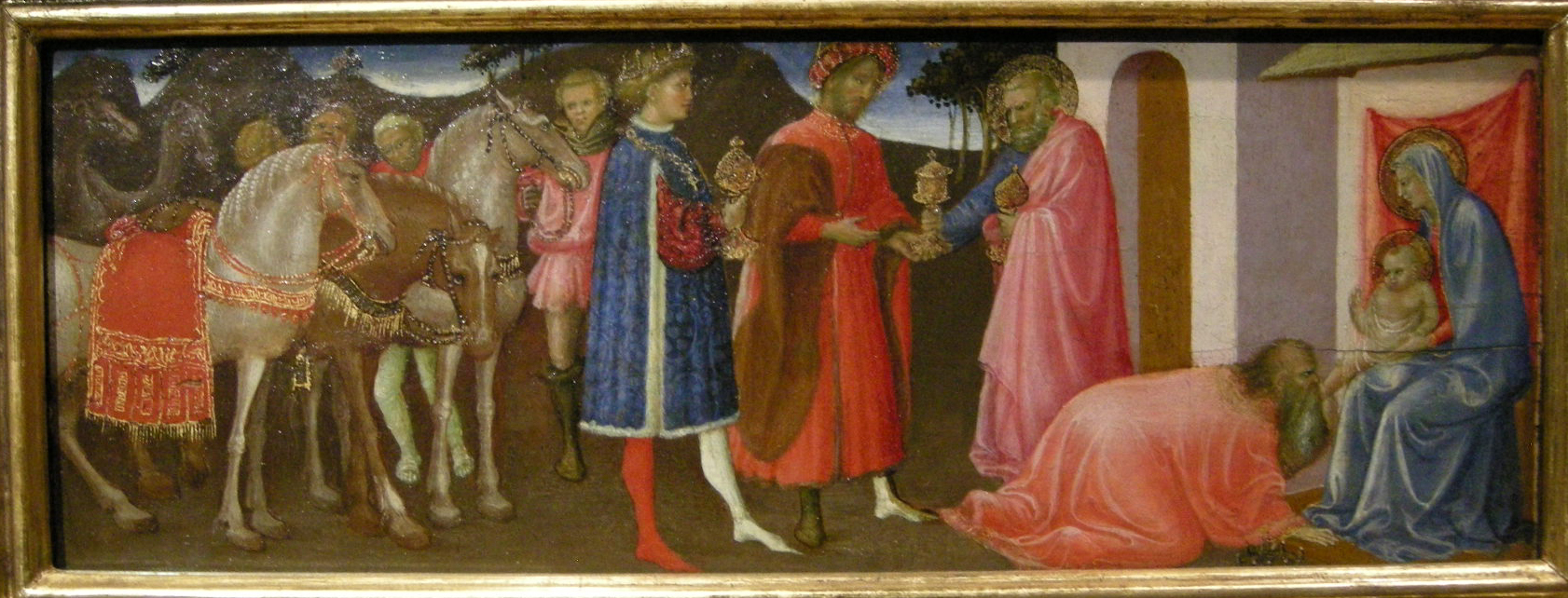
Adoración de los Reyes Magos, hacia 1420.

Giovanni di Francesco Toscani (1372 - 2 de mayo de 1430) fue un pintor italiano del gótico, activo en Florencia.

## Datos biográficos

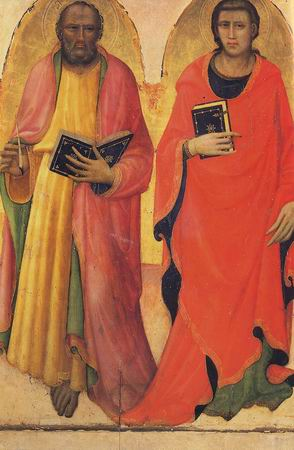
San Mateo, San Juan, Santiago y San Antonio Abad, Museo dell'Opera, Prato, hacia 1415.

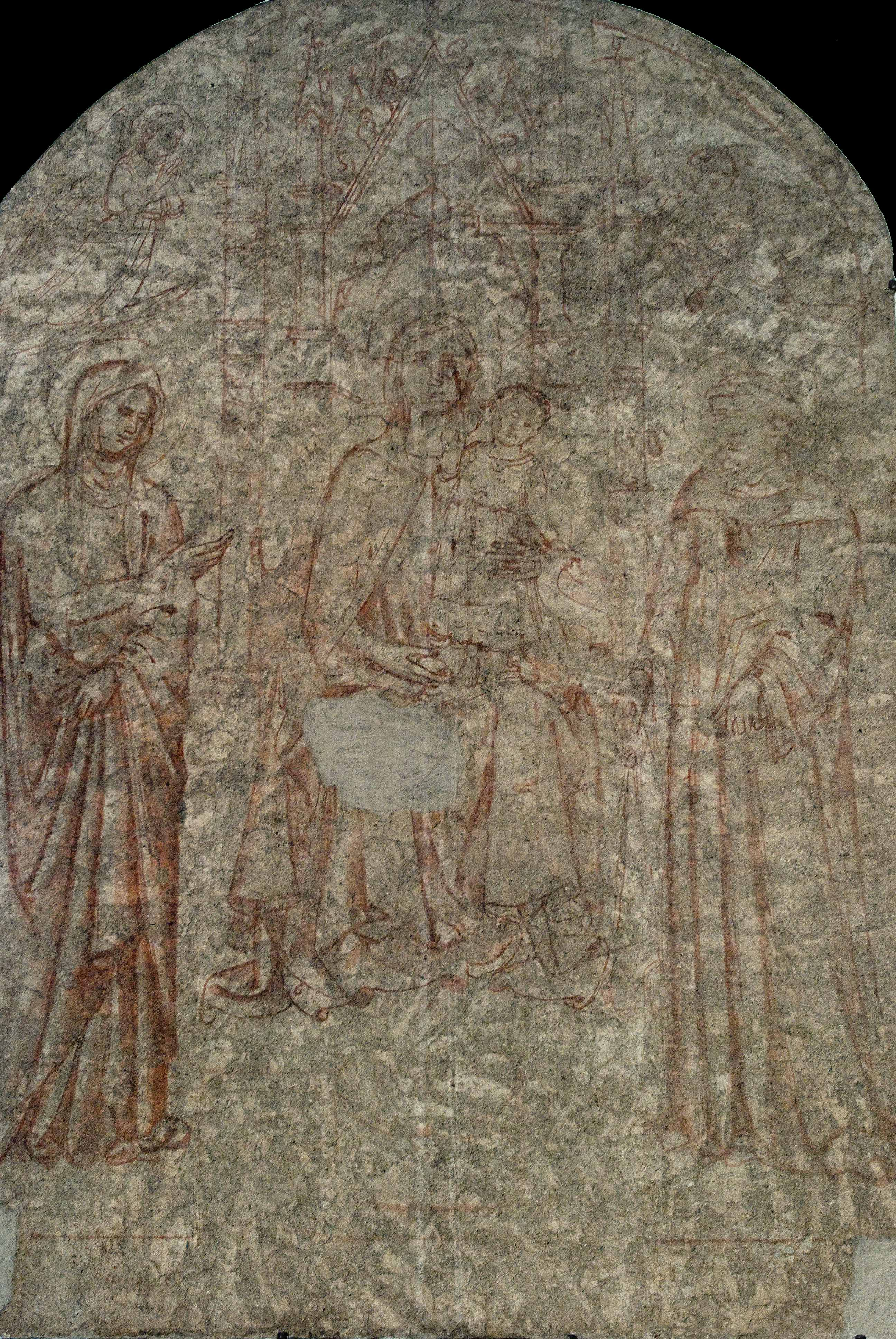
Virgen con el Niño, sinopia, iglesia de Santa Maria en Mercatale.

Fue inscrito en la Compagnia di San Luca en 1424, pero parece que hacia 1420 ya figuraba en los libros de la cofradía. En 1423 y 1424 recibió el pago por la decoración de la Capilla Ardinghelli en Santa Trinità de Florencia. En el catastro de 1427, Toscani se describe a sí mismo como "cofanaio" (pintor de cassone).
Cabe identificarle con una artista florentino anónimo, el "Maestro della Crocifissione Grigg", obra conservada actualmente en el Metropolitan Museum de New York.

## Obras destacadas

### Cassone
- Escenas de la vida cortesana (Washington, Kress Collection)
- Palio di Firenze (1428, Cleveland, Ohio, Museum of Art)
- Palio di Firenze (1429, Museo del Bargello, Florencia)
- Cassone de Edimburgo (National Gallery of Scotland, Edimburgo)

### Tablas
- Virgen con el Niño (1422-23, Palazzo Vecchio, Florencia)
- Tríptico (1410-20, Virgen con el Niño, Anunciación, Cristo Crucificado, Pietà y ángeles, Museo dello Spedale degli Innocenti, Florencia)
- Ángel (1410-20, Museo dello Spedale degli Innocenti, Florencia)
- Pietà (1410-20, Museo dello Spedale degli Innocenti, Florencia)
- Santa Catalina de Alejandría y Virgen de la Anunciación (1410-20, Museo dello Spedale degli Innocenti, Florencia)
- Adoración de los Reyes Magos (National Gallery of Victoria, Melbourne)
- Virgen con el Niño (National Gallery of Victoria, Melbourne)
- Incredulidad de Santo Tomás (1419-1420, Galleria dell'Accademia, Florencia)
- Estigmatización de San Francisco de Asís, San Nicolás de Bari calma una tempestad (1423-1424, Galleria dell'Accademia, Florencia)
- Virgen con el Niño y santos (1423-1424, Galleria dell'Accademia, Florencia)
- Cristo crucificado y ángeles (1423-1424, Galleria dell'Accademia, Florencia)
- Crucifixión (Lowe Museum, Coral Gables, USA)
- Crucifixión con escenas de la vida de San Juan (Memphis Brooks Museum, Memphis, USA)